# Croix de Mannerheim
Pour les articles homonymes, voir Croix (homonymie) et Mannerheim.
La croix de Mannerheim  (en finnois : Mannerheim-risti, en suédois : Mannerheimkorset) est une décoration militaire finlandaise créée pendant la guerre d'hiver mais décernée uniquement à partir de la guerre de continuation et baptisée du nom du maréchal-baron Mannerheim.

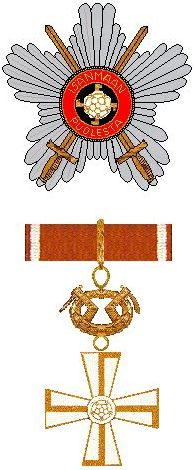
Croix de la Liberté (La mention signifie « Au nom de la Patrie »)

## Ordre de préséance de la croix de Mannerheim
Cette récompense militaire a été rattachée à l'ordre de la croix de la Liberté et le porteur de la croix est appelé chevalier de la croix de Mannerheim. Dans l'ordre de préséance des décorations finlandaises, la croix de 1re classe est en 5e place et la croix de 2e classe est en 9e. La croix de Mannerheim de 2e classe est devenue une des récompenses militaires les plus renommées de Finlande.

## Histoire
Une loi promulguée le 16 décembre 1940 établit qu'
« en récompense pour acte de bravoure exceptionnel, accomplissement d'une mission vitale au combat ou conduite particulièrement brillante d'opérations militaires, un soldat des forces armées finlandaises, quel que soit son rang, peut se voir décerner la distinction de chevalier de la croix de Mannerheim, de première ou de deuxième classe ».
Sa remise était accompagnée d'une récompense de 50 000 marks, ce qui correspondait à une année de solde pour un lieutenant en 1942.
La première croix de Mannerheim décernée à un simple soldat l'a été le 3 août 1942 à Vilho Rättö pour avoir détruit quatre chars d'assaut soviétique avec une arme antichar prise à l'ennemi, pendant la guerre de continuation.
La croix de Mannerheim de deuxième classe a été attribuée à 191 personnes, entre le 22 juillet 1941 et le 7 mai 1945. Quatre personnes l'ont reçue deux fois.
Il n'y a aucune condition spéciale pour se voir décerner la croix Mannerheim de 1re ou de 2e classe. La croix de 1re classe a été attribuée seulement deux fois : au maréchal Mannerheim, commandant en chef de l'armée finlandaise, et au général d'infanterie Erik Heinrichs. Mannerheim trouvait déplacé de porter une décoration à son propre nom mais, à la demande des autres récipiendaires, il décida finalement de recevoir la croix de la main du président de la République Risto Ryti.

## Aujourd'hui
La croix de Mannerheim est toujours susceptible d'être attribuée à tout soldat finlandais, bien qu'il soit très peu probable que cela advienne en temps de paix ou même en cas de conflit mineur. (Décret 550/1946 sur l'ordre de la croix de la liberté)

## Liens Externes
(fi) Listes des récipiendaires

## Sources
- (en) Cet article est partiellement ou en totalité issu de l’article de Wikipédia en anglais intitulé « Mannerheim Cross » (voir la liste des auteurs).

1. ↑  « http://www.mikkeli.fi/fi/museot/english./02_the_headquarters_museum/02_mannerheim/mannerheim_cross »(Archive.org • Wikiwix • Archive.is • Google • Que faire ?)